# Elizabeth Pope, Condessa de Lindsey
Elizabeth Pope, Condessa de Lindsey (Cogges, 1645 — Edenham, 1719) foi uma nobre inglesa. Ela foi condessa de Lindsey pelo seu segundo casamento com Robert Bertie, 3.º Conde de Lindsey.

## Família
Lady Elizabeth foi a única filha nascida de Thomas Pope, 2.º Conde de Downe e de Lucy Dutton. Os seus avós paternos eram Sir William Pope e Elizabeth Watson. Os seus avós maternos eram John Dutton de Sherborne, um membro do Parlamento e Elizabeth Baynton.

## Biografia
Antes do ano de 1667, Elizabeth casou-se com Sir Francis Henry Lee, 4.º Baronete Lee, de Ditchley. Sir Francis era filho de Francis Henry Lee, 2.º Baronete Lee e de Anne St. John.
Com ele teve apenas um filho, Edward Henry Lee, 1.º Conde de Lichfield. Ele faleceu em 4 de dezembro de 1667.
Por volta de 1670, ela casou-se com o conde Robert Bertie, filho de Montagu Bertie, 2.º Conde de Lindsey e de sua primeira esposa, Martha Cokayne.
O casal teve dois filhos, um menino e uma menina.
Em 1671, eles viajaram para a França. Na sua residência, no Castelo de Grimsthorpe, em Lincolnshire, estava acostumada a trabalhar ativamente no jardim. 
A condessa ficou viúva pela segunda vez em 8 de maio de 1701. Passou a viver, principalmente em Weedon, no condado de Buckinghamshire, onde costumava entreter convidados. 
Uma desenhista amadora, trinta e seis desenhos de giz colorido conhecidos no Castelo de Grimsthorpe representando membros das famílias Bertie, Lee, Pope e Noel, possuem sua autoria atribuída a condessa Elizabeth. 
Elizabeth faleceu no ano de 1719, com cerca de 74 anos de idade. 

## Descendência
De seu primeiro casamento: 
- Edward Lee, 1.º Conde de Lichfield (4 de fevereiro de 1663 – 14 de julho de 1716), foi marido de Charlotte Lee, filha ilegítima do rei Carlos II de Inglaterra e de sua amante, Barbara Palmer, 1.ª Duquesa de Cleveland. Teve dezoito filhos.

De seu segundo casamento:
- Charles Bertie (1683 – 1727), foi um membro do parlamento para Nova Woodstock. Foi primeiro casado com Mary, filha de Thomas Browne, e depois com Mary, filha do reverendo Henry Marshall. Sem descendência;
- Elizabeth Bertie, não foi casada e nem teve filhos.